# Sisola
Il Sisola è un torrente dell'Appennino Ligure che scorre in Piemonte.

## Percorso

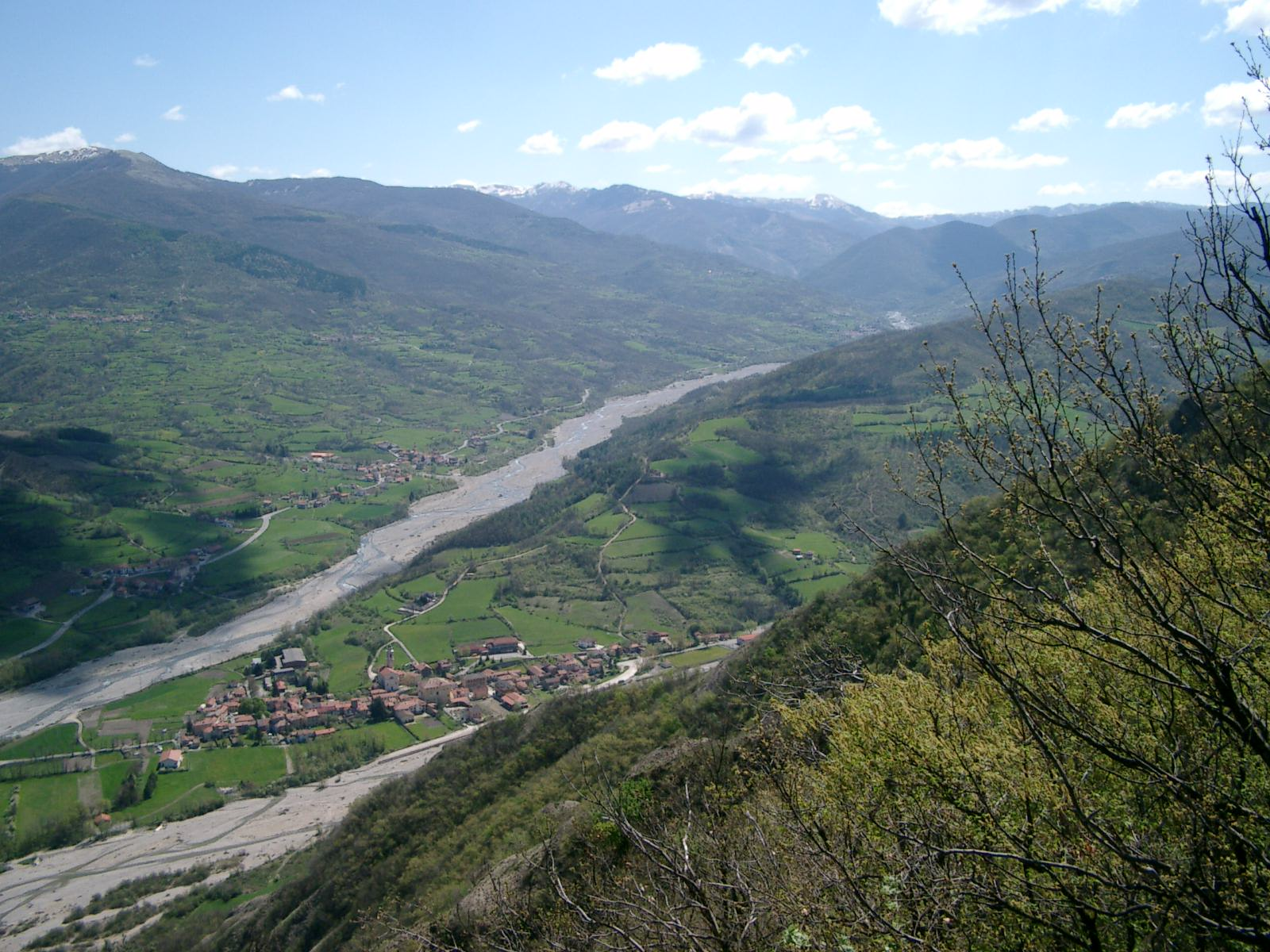
Altra veduta nei pressi di Rocchetta

Il torrente nasce dalla cima dell'Erta a 1.020 m d'altezza al confine tra Liguria e Piemonte, dopo un breve percorso tortuoso fino a Mongiardino Ligure incomincia un percorso quasi rettilineo scavato nei conglomerati di Savignone e nella puddinga e delimita per un tratto il confine tra i comuni di Rocchetta Ligure e Roccaforte Ligure. Poi si getta nel Borbera a Rocchetta Ligure davanti a frazione San Nazzaro di Albera Ligure. Nella sua valle si trovano mulini per la produzione della farina, pascoli ed è la zona di produzione certificata dallo Slow Food di produzione del Montebore nel comune di Mongiardino Ligure.